# Schaafheim
Schaafheim er en kommune i Kreis Darmstadt-Dieburg med venskabsbyerne
- Richelieu, Frankrig
- Mansfeld, Sachsen-Anhalt, Tyskland

## Kommunalvalg 2011
| Parti                               | Procent |
| ----------------------------------- | ------- |
| CDU                                 | 39,2    |
| SPD                                 | 37,9    |
| Freie Wählergemeinschaft Schaafheim | 22,9    |